# Апостол Данчов
Апостол Христов Данчов е български революционер, деец на Върховния македоно-одрински комитет.

## Биография
Апостол Данчов е роден през 1876 година в горноджумайското село Градево, тогава в Османската империя. Присъединява се към ВМОК и в 1902 година е в четата на капитан Юрдан Стоянов и Тане Николов и се сражава при Качевския хандак. В 1912 година е в четата на Дедо Дончо и Тане Николов и се сражава при Градешница, Светиврачко.
На 7 април 1943 година, като жител на Градево, подава молба за народна пенсия, която е одобрена и отпусната от Министерския съвет на Царство България.